# Dmitri Chepilov
Dmitri Trofimovitch Chepilov (en russe : Дмитрий Трофимович Шепилов), né le 5 novembre 1905 et mort le 8 août 1995, est un homme politique, économiste, journaliste et diplomate soviétique qui occupa le poste de ministre des Affaires étrangères en 1956-1957.

## Une carrière multi-facettes
Dmitri Trofimovitch Chepilov est né à Achgabat, dans l'Oblast de Transcaspienne, au sein d’une famille ouvrière. Après des études en droit à l'Université d'État de Moscou, il sert dans divers postes dans l’appareil judiciaire soviétique, d'abord à Iakoutsk ensuite à Smolensk. Diplômé d'agronomie de l'Institut des professeurs rouges en 1933, il s'illustre par ses articles sur la question agraire, ce qui lui vaut d’attirer l’attention des dirigeants soviétiques qui font de lui un des spécialistes des sciences agricoles au sein du comité central du Parti communiste.
À la suite de l'invasion de l'URSS par l'Allemagne nazie, Chepilov rejoint la milice populaire Narodnoe Opolcheniye, et y sert comme commissaire politique durant la bataille de Moscou. Terminant la guerre avec le rang de major-général, il fait ensuite partie de l’équipe soviétique qui dirige la capitale autrichienne occupée. En 1946 il est d'abord nommé second en chef du département de propagande et d'agitation au sein du principal directorat politique de l'Armée rouge, ensuite responsable du département de propagande de la Pravda.

## Dans les hautes sphères de l'État soviétique
Membre du PCUS depuis 1926, Chepilov devient à la fin des années 1940 un des théoriciens économiques  les plus en vue du parti. Protégé d'Andreï Jdanov, il survit à la mort de ce dernier et se maintient en grâce auprès de Staline, qui le charge d'écrire un manuel théorique économique basé sur le traité que ce dernier vient de publier sur les problèmes économiques en Union soviétique. En novembre 1952, il est nommé éditeur-en-chef de la Pravda et en octobre 1953 est élu membre correspondant de l'Académie des sciences d'URSS.
À la mort de Staline, il se range derrière Nikita Khrouchtchev qui le nomme en juin 1956 ministre des Affaires étrangères à la place de Molotov dans le contexte de la crise du canal de Suez et de la révolution hongroise. En février 1957, à la suite de la présentation de la doctrine Eisenhower par le président des États-Unis Dwight David Eisenhower, décrivant la politique stratégique américaine au Moyen-Orient, Dmitri Chepilov réplique par son projet, le plan Chepilov, ayant pour l'objectif de maintenir et d'agrandir l'influence de l'URSS dans la région. En février 1957, il est remplacé par Andreï Gromyko. Malgré son apparente proximité avec Khrouchtchev, il s'oppose en juin 1957 à celui-ci lors de l'affaire du groupe anti-parti, ce qui lui vaut d'être démis du Politburo, dont il faisait partie depuis février 1956 en tant que membre suppléant. Envoyé au Kirghizistan, il est exclu du parti en février 1962, mais il est réintégré en 1976 lors de la période brejnevienne.
Il meurt dans l'anonymat en 1995. Il est inhumé au cimetière de Novodevitchi, à Moscou.